# Canton de Sarcelles-Nord-Est
Le canton de Sarcelles-Nord-Est est une ancienne division administrative française, située dans le département du Val-d'Oise et la région Île-de-France.

## Composition
Le canton de Sarcelles-Nord-Est était composé d'une fraction de la commune de Sarcelles.

## Représentation

### Conseillers généraux de l'ancien canton deSarcelles-Centre
Ce canton a été créé par le décret du 28 janvier 1964, issu de la division du Canton d'Ecouen.
| Période         | Période           | Identité                  | Étiquette     | Qualité                                                                  |
| --------------- | ----------------- | ------------------------- | ------------- | ------------------------------------------------------------------------ |
| 1964            | 1966 (annulation) | René Psalmon              | Centre gauche | Fonctionnaire au Ministère de l'Industrie Maire de Sarcelles (1962-1965) |
| 18 octobre 1966 | 1967              | André Rouzée              | RI            | Maire de Domont (1965-1977) Elu en 1967 dans le Canton de Domont         |
| 1967            | 1977 (décès)      | Michel Briand (1931-1977) | PCF           | Instituteur Adjoint au Maire de Sarcelles                                |

### Conseillers généraux de l'ancien canton deSarcelles-Est
Changement de nom du canton de Sarcelles-Centre, à la suite du décret du 22 janvier 1976, et décision du Conseil d'État du 12 juillet 1978.
| Période | Période | Identité              | Étiquette | Qualité                                       |
| ------- | ------- | --------------------- | --------- | --------------------------------------------- |
| 1977    | 1985    | Marie-Claude Beaudeau | PCF       | Secrétaire de direction Sénatrice (1979-2004) |

### Conseillers généraux du canton deSarcelles-Nord-Est
Canton créé à la suite du décret du 31 janvier 1985.
| Période         | Période          | Identité              | Étiquette | Qualité                                                                                         |
| --------------- | ---------------- | --------------------- | --------- | ----------------------------------------------------------------------------------------------- |
| 1985            | 1992             | Marie-Claude Beaudeau | PCF       | Sénatrice (1979-2004)                                                                           |
| 1992            | 1998             | Jean-Claude Mestre    | RPR       | Inspecteur des Impôts Conseiller municipal de Sarcelles                                         |
| 1998            | 2008 (démission) | François Pupponi      | PS        | Administrateur des Finances publiques adjoint Maire de Sarcelles (1997-2017) Député (2007-2022) |
| 20 octobre 2008 | 2015             | Youri Mazou-Sacko     | PS        | Dirigeant d'entreprise Adjoint au maire de Sarcelles                                            |

## Démographie
| 1990   | 1999   | 2006   | 2011   | 2012   |
| ------ | ------ | ------ | ------ | ------ |
| 27 709 | 28 811 | 29 307 | 29 681 | 29 145 |